# Área metropolitana de Ponferrada
El área metropolitana de Ponferrada es una aglomeración urbana formada por 16 municipios de la comarca española de El Bierzo, en la provincia de León, comunidad autónoma de Castilla y León.   

## Características
El área metropolitana de Ponferrada (o alfoz) registra un crecimiento relativo moderado, que se centra sobre todo en Ponferrada, Cacabelos y en Camponaraya. Estos 3 municipios son los que tradicionalmente han sido más dinámicos del Alfoz de Ponferrada, a los cuales se han unido otros muchos en los últimos años. Entre los años 2006 y 2008 el total de crecimiento poblacional sumando todos los municipios ha sido de 3500 personas.
Lo más peculiar de este alfoz es que Ponferrada es la que más crece de todas, en números absolutos, cuando la tendencia de muchas ciudades actuales es ceder habitantes a sus municipios aledaños. Sin duda el hecho de que esto ocurra es la gran cantidad de terreno del que dispone el Municipio de Ponferrada.

## Municipios
| Municipio            | Población | Superficie km² | Densidad h/km² |
| -------------------- | --------- | -------------- | -------------- |
| Ponferrada           | 65.788    | 283,3          | 232,22         |
| Cacabelos            | 5.152     | 32,8           | 157,07         |
| Camponaraya          | 4.072     | 29             | 140,41         |
| Carracedelo          | 3.500     | 32,4           | 108,02         |
| Toral de los Vados   | 1.909     | 24,13          | 79,11          |
| Cubillos del Sil     | 1.859     | 53,4           | 34,81          |
| Castropodame         | 1.680     | 59,7           | 28,14          |
| Congosto del Bierzo  | 1.554     | 37,1           | 41,88          |
| Cabañas Raras        | 1.337     | 19,3           | 69,27          |
| Molinaseca           | 895       | 79,6           | 45,66          |
| Arganza              | 819       | 39,9           | 20,52          |
| Priaranza del Bierzo | 785       | 33,7           | 23,29          |
| Sancedo              | 563       | 31,2           | 18,04          |
| Carucedo             | 555       | 35,0           | 15,85          |
| Benuza               | 487       | 172,9          | 2,81           |
| Borrenes             | 332       | 36,3           | 9,14           |
| Total                | 91.287    | 999,8          | 91,3           |

- Datos: Q6174017